# Kinbasketmeer

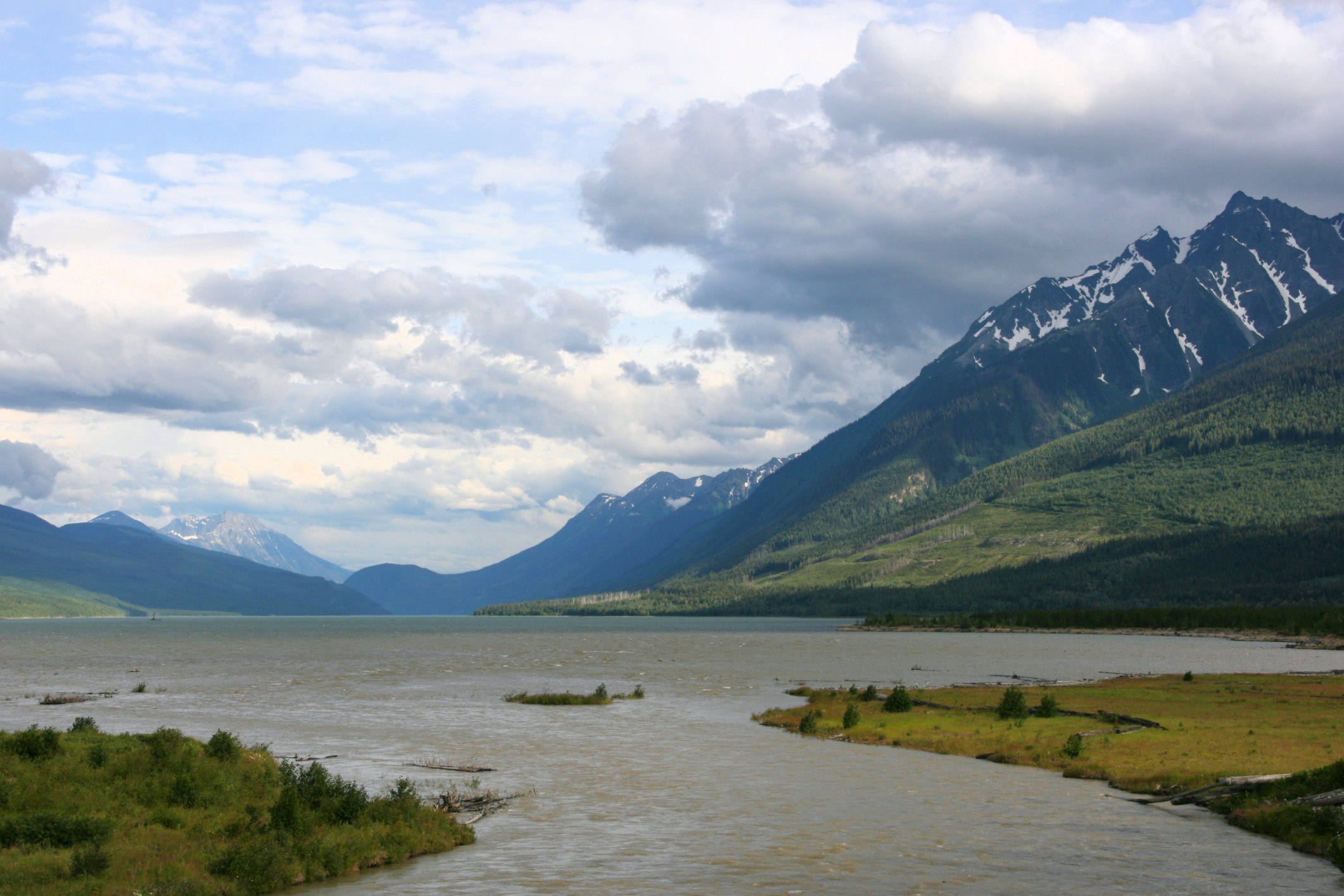
Het Kinbasketmeer, gezien vanaf het noordelijk einde van het meer nabij Valemount

Het Kinbasketmeer is een groot stuwmeer op de Columbia in het zuidoosten van Brits-Columbia, ten noorden van de steden Revelstoke en Golden. Het stuwmeer ontstond in 1973 bij de bouw van de grote Mica-stuwdam. Voordien bestond er ook al een (veel) kleiner meer, dat in 1866 de naam Kinbasketmeer kreeg. Het werd vernoemd naar een stamhoofd van het Shushwap-volk. Het huidige, grote stuwmeer werd oorspronkelijk McNaughton Lake genoemd, naar Andrew McNaughton.
Het stuwmeer reikt in het noorden tot bijna aan Valemount. Deze noordelijke arm van het meer, zo'n 90 kilometer lang, was vroeger de vallei van de Canoe, een rechterzijrivier van de Columbia. De zuidelijke arm van het stuwmeer reikt zo'n 100 kilometer naar het zuiden in de richting van Golden.
Door de aanleg van het stuwmeer werden enkele kleine nederzetting onder water gezet in een streek die toen gekend was als "Big Bend Country", een beloftevolle regio aan het noordelijke einde van de Selkirk Mountains. Oorspronkelijk liep de transcontinentale autoweg (Big Bend Highway, geopend in juni 1940) langs de Columbia doorheen Big Bend Country, waarbij de hoge passen van de Selkirk Mountains vermeden konden worden. Door de heraanleg van het stuwmeer dienden deze opnieuw aangelegd te worden, waarbij er gekozen werd voor de 1330 meter hoge en relatief gevaarlijke Rogers Pass, waar in de jaren 1880 ook de transcontinentale spoorweg was aangelegd om de grote bocht rond de Big Bend te vermijden.
Het stuwmeer is zo'n 180 kilometer lang en ligt voor deze gehele lengte in de Rocky Mountain Trench. De stuwdam zelf staat niet in de Trench, maar even westelijker, waar de bocht van de Columbia naar het zuidwesten.